# Grabowa (potok)
Grabowa – niewielki potok w pasemku Starego Gronia w Beskidzie Śląskim, prawobrzeżny dopływ Leśnicy. Długość ok. 1,8 km. Cały tok w granicach miejscowości Brenna.
Źródło na wysokości ok. 775 m n.p.m. na zachodnich stokach Grabowej, tuż poniżej „Grabowej Chaty”. Spływa początkowo w kierunku zachodnim, skręcając następnie ku południowemu zachodowi, płytką dolinką, częściowo wśród łąk i pastwisk, częściowo lasem. Na wysokości ok. 520 m n.p.m., w osiedlu Kobyla (w Brennej Leśnicy), uchodzi do Leśnicy.